# Serres-et-Montguyard
Serres-et-Montguyard é uma comuna francesa na região administrativa da Nova Aquitânia, no departamento Dordonha. Estende-se por uma área de 6,95 km². Em 2010 a comuna tinha 247 habitantes (densidade: 35,5 hab./km²).